# 志摩国の式内社一覧
志摩国の式内社一覧（しまのくにのしきないしゃいちらん）は、『延喜式』第9巻・第10巻「神名帳上下」（延喜式神名帳）に記載のある神社、いわゆる「式内社」およびその論社のうち、志摩国に分類されている神社の一覧。
また『延喜式』神名帳の編纂当時に存在したが同帳に記載の無い神社、いわゆる「式外社」についても付記する。

## 式内社
『延喜式』神名帳では、大社2座1社・小社1座1社の計3座2社を記載。
1）「神名帳」列は、『延喜式 上巻』（大岡山書店、昭和4年、国立国会図書館デジタルコレクション）等における『延喜式』神名帳の記載を基に作成。社名表記は神社史料集成（5を参照）における字体（異体字がある場合には新字体・通用性の高い字体を使用）を基準とした。読みの「-」部分は、「神社」以外で仮名が振られていない部分。「○座」は座数を表し、一座の場合は記載していない。

2）格の「名神大」は名神大社を、「大」は式内大社（名神大社除く）を、「小」は式内小社を意味する。付記は社名とともに記されているもので、一部は「式内社#式内社の社格」を参照。

3）比定社が複数ある場合、最も有力なものを無冠で示し、他の論社には「（論）」を冠した。

4）本来の式内社とは認めがたいものの、式内社を合祀したなどその後継を主張するもの、その他参考の神社には「（参）」を冠した。

| 神名帳                     | 神名帳                                               | 神名帳 | 神名帳           | 比定社               | 比定社                   | 比定社                  | 集成 |
| 社名                       | 読み                                                 | 格     | 付記             | 社名                 | 所在地                   | 備考                    | 集成 |
| -------------------------- | ---------------------------------------------------- | ------ | ---------------- | -------------------- | ------------------------ | ----------------------- | ---- |
| 答志郡 3座（大2座・小1座） |                                                      |        |                  |                      |                          |                         |      |
| 粟島坐伊射波神社 二座      | アハシマノ-イサハノ                                  | 並大   |                  | （論）伊雑宮         | 三重県志摩市磯部町上之郷 | 志摩国一宮 皇大神宮別宮 |      |
| 粟島坐伊射波神社 二座      | アハシマノ-イサハノ                                  | 並大   | （論）伊射波神社 | 三重県鳥羽市安楽島町 | （志摩国一宮）           |                         |      |
| 同島坐神乎多乃御子神社     | オナシキシマニマスカムヲタノミコノ -カミヲタノミコノ | 小     |                  | 佐美長神社           | 三重県志摩市磯部町恵利原 | 伊雑宮所管社            |      |

## 式外社
『延喜式』神名帳の編纂当時に存在したが、同帳に記載の無い神社。